# Martin Walde (Kulturwissenschaftler)
Martin Walde (obersorbisch Měrćin Wałda; * 14. Januar 1951 in Piskowitz, Deutsche Demokratische Republik) ist ein sorbischer Kulturwissenschaftler.

## Leben
Walde entstammt einer sorbischen katholischen Familie mit sieben Kindern. Er besuchte die sorbischen Grundschulen in Nebelschütz und Ostro sowie später die sorbischen polytechnischen Oberschulen in Rosenthal und Ralbitz. Nach dem Abschluss der 10. Klasse begann er 1967 eine  Berufsausbildung mit Abitur am Landwirtschaftlichen Instandsetzungswerk in Bautzen, welche er 1970 abschloss. Nach diesem Abschluss war er zunächst zwei Jahre lang als Tenor Mitglied im Chor des Staatlichen Ensembles für sorbische Volkskultur, ehe er 1972 ein Studium an der Fachschule für wissenschaftliches Bibliothekswesen in Leipzig aufnahm. In seiner Abschlussarbeit widmete er sich der Entwicklung der sorbischen Zentralbibliothek seit ihrer Zuordnung zum Institut für sorbische Volksforschung.
Nach dem Abschluss seines Studiums kehrte Walde in seine Oberlausitzer Heimat zurück und begann 1976 als Bibliothekar
in der Sorbischen Zentralbibliothek am Institut für sorbische Volksforschung. 1979 übernahm er die Hauptredaktion der Sorbischen Bibliographie, die bis 2008 im Fünfjahresrhythmus unter seiner Leitung erschien. Für die Ausgaben 1976–1980 (Veröffentlichung 1982) sowie 1981–1985 (Veröffentlichung 1987) zeichnete er als Herausgeber verantwortlich. Von 1980 bis 1985 absolvierte Walde ein Fernstudium der Kultur- und Literaturwissenschaft an der Universität Leipzig, welches er 1985 mit einer Diplomarbeit zum nationalen und sozialen Befreiungsprozess der Sorben und sein Niederschlag in den Kulturbestrebungen der Domowina in den Jahren 1945–1949 abschloss. In der Folge war er als wissenschaftlicher Mitarbeiter der Abteilung Volkskunde des Instituts für sorbische Volksforschung tätig und leistete dabei Grundlagenarbeit in der Untersuchung der sorbischen Bräuche in der Gegenwart. Zu den Sorbischen Jahresbräuchen in Raum und Zeit promovierte er sich 1992 an der Humboldt-Universität zu Berlin.
Im Zuge der Neugründung des Sorbischen Instituts wurde Walde im Jahr 1992 wissenschaftlicher Mitarbeiter der Abteilung Empirische Kulturforschung/Volkskunde, wo er sich dem Diskurs von Religion und Identität am Beispiel der sorbischen Wochenzeitung Katolski Posoł widmete, später zur Sprachkompetenz in der Region sowie zum deutsch-sorbischen Konfliktverhältnis forschte. Walde ist Mitglied der Maćica Serbska, deren Sektion Volkskunde/Museumswesen er über viele Jahre leitete, und war 1997 einer der Initiatoren des Arbeitskreises Lausitzer Museen und museale Einrichtungen. Als Vertreter der Maćica Serbska gehörte er zudem dem Bundesvorstand der Domowina an. Im Sommer 2016 trat Walde in den Ruhestand.
Neben seiner wissenschaftlichen Arbeit engagierte sich Walde ab 2011 als Mitinitiator und langjähriger Sprecher in der Bewegung Serbski Sejm für eine Volksvertretung der nationalen Minderheit der Sorben und Wenden im Siedlungsgebiet. Die ersten Wahlen fanden 2018 statt.
Walde ist verheiratet und lebt in Neschwitz.

## Schriften (Auswahl)
- Sorbische Jahresbräuche in Raum und Zeit: Eine Bestandsaufnahme. (Dissertation) Humboldt-Universität zu Berlin, Berlin 1992.
- Sorbische Weihnacht. Domowina-Verlag, Bautzen 1994, ISBN 978-3-7420-1507-5.
- Hexenbrennen und Maibaum. Domowina-Verlag, Bautzen 1996, ISBN 978-3-7420-1672-0.
- Gestaltung sorbischer katholischer Lebenswelt: Eine Diskursanalyse der religiösen Zeitschrift „Katolski posoł“ zwischen 1863 und 1939. Lusatia-Verlag, Bautzen 200, ISBN 978-3-929091-71-7.
- zusammen mit Robert Langer: Vielfalt ist Sache eines Ganzen. Überlegungen zum Miteinander der Kulturen. Enthält das letzte Interview mit dem sorbisch-deutschen Schriftsteller Jurij Brězan (1916–2006). KWB-Verlag, Dresden 2011, ISBN 978-3-9814149-0-5.
- Wie man seine Sprache hassen lernt: Sozialpsychologische Überlegungen zum deutsch-sorbischen Konfliktverhältnis. Domowina-Verlag, Bautzen 2011, ISBN 978-3-7420-2178-6.